# An toàn sinh học trong chăn nuôi
An toàn sinh học trong chăn nuôi là các biện pháp (bao gồm cả kỹ thuật và quản lý) nhằm ngăn ngừa và hạn chế sự lây nhiễm của các tác nhân sinh học xuất hiện tự nhiên hoặc do con người tạo ra gây hại đến con người, vật nuôi và hệ sinh thái.

## Nguyên tắc
Giữ đàn vật nuôi trong môi trường được bảo vệ:
- Khu vực chăn nuôi cách xa nhà ở, có hàng rào ngăn cách với các khu vực khác.
- Hạn chế tối đa người lạ ra vào khu vực chăn nuôi; trước cổng khu vực chăn nuôi và ở mỗi dãy chuồng phải có hố sát trùng; phải thường xuyên, định kỳ tiêu độc, khử trùng dụng cụ chăn nuôi và khu vực chăn nuôi.
- Chất thải chăn nuôi phải được thu gom và xử lý bằng các biện pháp thích hợp.

Chăm sóc, nuôi dưỡng và quản lý tốt đàn vật nuôi thông qua việc cung cấp đầy đủ thức ăn chất lượng tốt, nước uống sạch cho vật nuôi; chuồng nuôi đảm bảo đúng quy cách, mật độ nuôi hợp lý và vật nuôi được tiêm phòng định kỳ, tẩy giun sán đầy đủ.
Khu vực chăn nuôi được kiểm soát chặt chẽ. Phải biết rõ lai lịch, nguồn gốc, tình trạng bệnh dịch của vật nuôi mới nhập; trước khi nhập vật nuôi phải nuôi cách ly theo quy định. Kiểm soát thức ăn, vật tư và dụng cụ chăn nuôi đưa vào trại; kiểm sóat không để chim hoang dã, các loài gặm nhấm, chó mèo và người lạ ra vào khu vực chăn nuôi.

## Các phương thức/quy trình/quy chuẩn

### Chăn nuôi thủy cầm
Năm phương thức chăn nuôi thủy cầm an toàn sinh học: 
- Ba phương thức nuôi nhốt trên khô không cần nước bơi lội, gồm 3 hình thức: nuôi nhốt hoàn toàn trong chuồng; nuôi nhốt trong chuồng có sân chơi và nuôi nhốt trong vườn cây. Nuôi nhốt vịt trên khô không cần nước bơi lội vẫn cho năng suất cao tương đương với các phương thức chăn nuôi có nước bơi lội, hoặc cách chăn thả cổ truyền.
- Hai phương thức nuôi có nước bơi lội gồm 2 hình thức: nuôi nhốt trên ao (cá - vịt) và nuôi thả trên đồng ruộng có khoanh vùng kiểm soát (lúa - vịt, cá - lúa - vịt). Phương pháp nuôi này xuất phát từ các phương thức nuôi truyền thống của người nông dân nhưng đòi hỏi quy trình chặt chẽ. Nếu nuôi nhốt trên ao (4-5m²/con) phải có quây xung quanh bờ ao tránh sạt lở bờ ao, làm chuồng trên bờ ao hoặc làm sàn, bè trên mặt ao, không nhốt vịt ở sông, suối. Nếu nuôi thả trên đồng ruộng (4-5m²/con) phải  thả vịt ở khu vực có khoanh vùng kiểm soát, có chuồng nhốt vịt và không thả vịt chạy đồng.

### Chăn nuôi gia cầm
- Quy trình chăn nuôi gia cầm an toàn sinh học
- Quy chuẩn kỹ thuật quốc gia về điều kiện trại chăn nuôi gia cầm an toàn sinh học

### Chăn nuôi lợn
- Quy chuẩn kỹ thuật quốc gia về điều kiện trại chăn nuôi lợn an toàn sinh học